# Diagonais de um polígono

As duas diagonais de um retângulo.

Uma diagonal de um polígono é um segmento de reta entre dois vértices não consecutivos do polígono.

## Cálculo do número de diagonais de um polígono
A fórmula para se calcular a quantidade de diagonais "D" que tem em um polígono de "n" lados é a seguinte:
{\displaystyle D={n(n-3) \over 2}}
É necessário realçar que o triângulo não possui diagonais, e o pentágono é o único polígono, cujo número de diagonais é o mesmo que o número de lados.
| Lados | Diagonais |
| ----- | --------- |
| 3     | 0         |
| 4     | 2         |
| 5     | 5         |
| 6     | 9         |
| 7     | 14        |
| 8     | 20        |
| 9     | 27        |
| 10    | 35        |

| Lados | Diagonais |
| ----- | --------- |
| 11    | 44        |
| 12    | 54        |
| 13    | 65        |
| 14    | 77        |
| 15    | 90        |
| 16    | 104       |
| 17    | 119       |
| 18    | 135       |

| Lados | Diagonais |
| ----- | --------- |
| 19    | 152       |
| 20    | 170       |
| 21    | 189       |
| 22    | 209       |
| 23    | 230       |
| 24    | 252       |
| 25    | 275       |
| 26    | 299       |

| Lados | Diagonais |
| ----- | --------- |
| 27    | 324       |
| 28    | 350       |
| 29    | 377       |
| 30    | 405       |
| 31    | 434       |
| 32    | 464       |
| 33    | 495       |
| 34    | 527       |

| Lados | Diagonais |
| ----- | --------- |
| 35    | 560       |
| 36    | 594       |
| 37    | 629       |
| 38    | 665       |
| 39    | 702       |
| 40    | 740       |
| 41    | 779       |
| 42    | 819       |

## Desenvolvendo a fórmula do cálculo do número de diagonais de um polígono
Tendo o retângulo acima como base para o estudo da fórmula, isolamos (limitamos nossa atenção) a um dos vértices, tomemos, por exemplo, o vértice A.
Para esse vértice, somente é possível fazer diagonal com outro vértice não adjacente a ele, nesse caso, o vértice C. Os vértices B e D devem ser desconsiderados pois formam com o A dois dos lados do polígono.
Criamos uma fórmula que descreva a afirmação anterior:
Seja P o número de diagonais possíveis ao vértice A, desconsiderando os 3 (três) vértices com os quais não é possível ligar uma diagonal, a saber: B, D e o próprio A.
{\displaystyle P={n-3}}
Onde 'n' é o número de vértices do polígono.
Aplicando essa fórmula ao retângulo acima, temos: {\displaystyle P=4-3} portanto, para o vértice A uma só diagonal.
Se temos uma fórmula que calcula o número de diagonais para um vértice do polígono, bastaria então multiplicar essa fórmula pelo número de vértices desse polígono para aplicá-la aos outros vértices, porém, o que se observa é que o resultado será sempre o dobro do número de diagonais do polígono, veja:
{\displaystyle d=n(n-3)}
{\displaystyle d=4(4-3)=4}
Isso se deve ao fato que uma diagonal é sempre "compartilhada" por dois vértices, daí a necessidade de se dividir por 2. Então:
{\displaystyle d={n(n-3) \over 2}}
ou ainda:
{\displaystyle d={n^{2}-3n \over 2}}
Fica fácil agora entender matematicamente o porquê do triângulo não ter diagonais, uma vez que serão desconsiderados sempre 3 vértices: o próprio e os dois adjacentes.
Combinatoriamente, também é possível calcular o número de diagonais mediante o seguinte raciocínio:
Para cada par de pontos, existe um segmento de reta que os contém. Assim, a combinação de n vértices dois a dois fornece o número de segmentos possíveis entre dois vértices do polígono -  há de se retirar, obviamente, o número de lados do polígono, pois estes também são segmentos possíveis entre dois vértices. Assim, temos:
{\displaystyle d=C_{n,2}\ -n={n! \over 2!(n-2)!}-n={n^{2}-3n \over 2}}